# Halophila baillonis
Halophila baillonis är en dybladsväxtart som beskrevs av Paul Friedrich August Ascherson och George Dickie. Halophila baillonis ingår i släktet Halophila och familjen dybladsväxter. Inga underarter finns listade.